# Kennedia prostrata
Kennedia prostrata är en ärtväxtart som beskrevs av Robert Brown. Kennedia prostrata ingår i släktet Kennedia och familjen ärtväxter. Inga underarter finns listade i Catalogue of Life.

## Bildgalleri

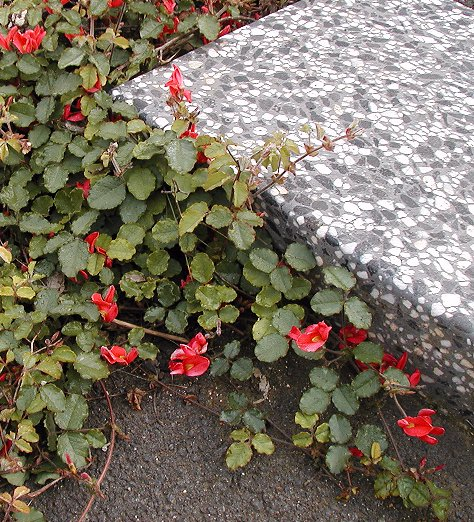
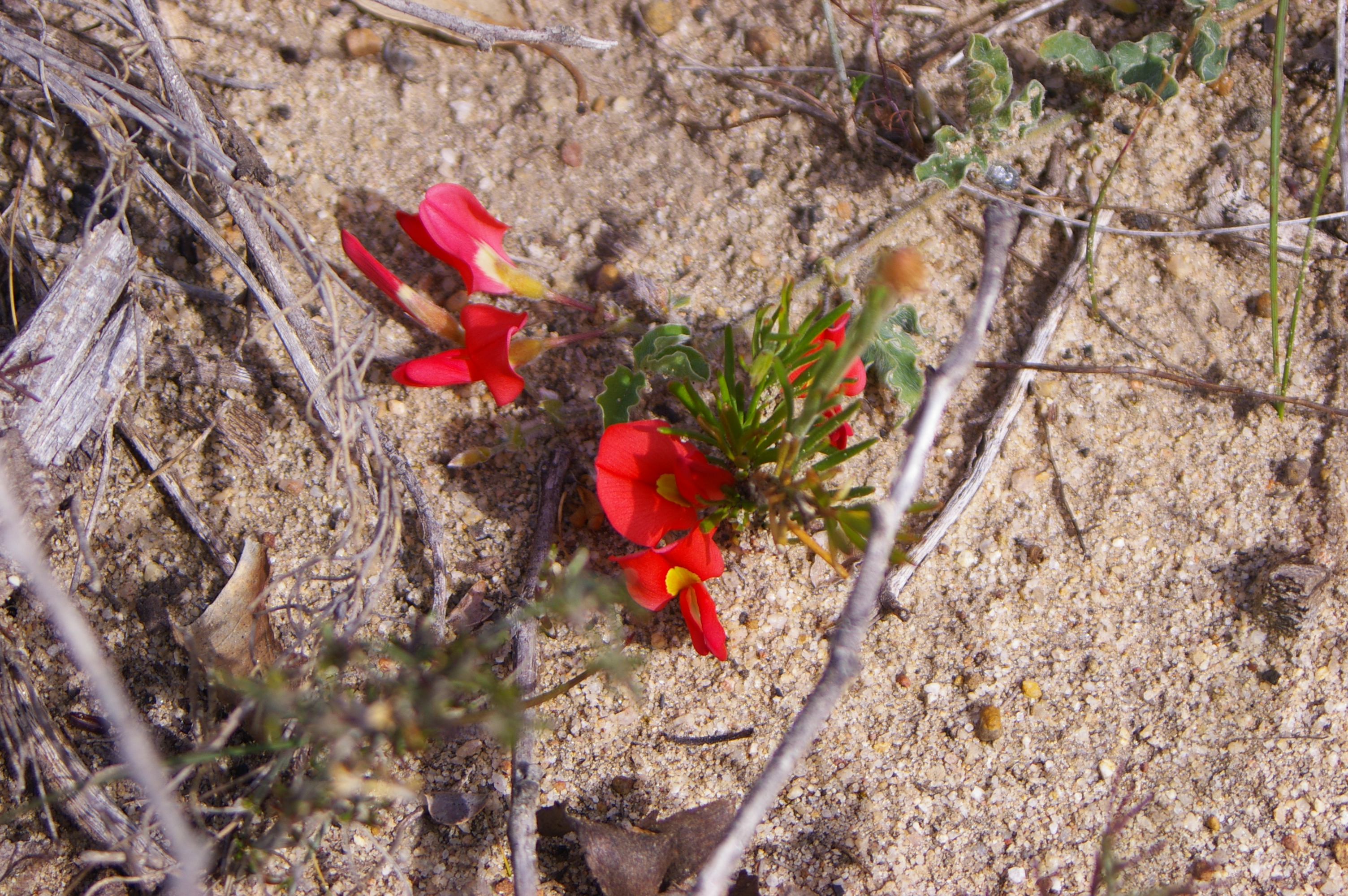
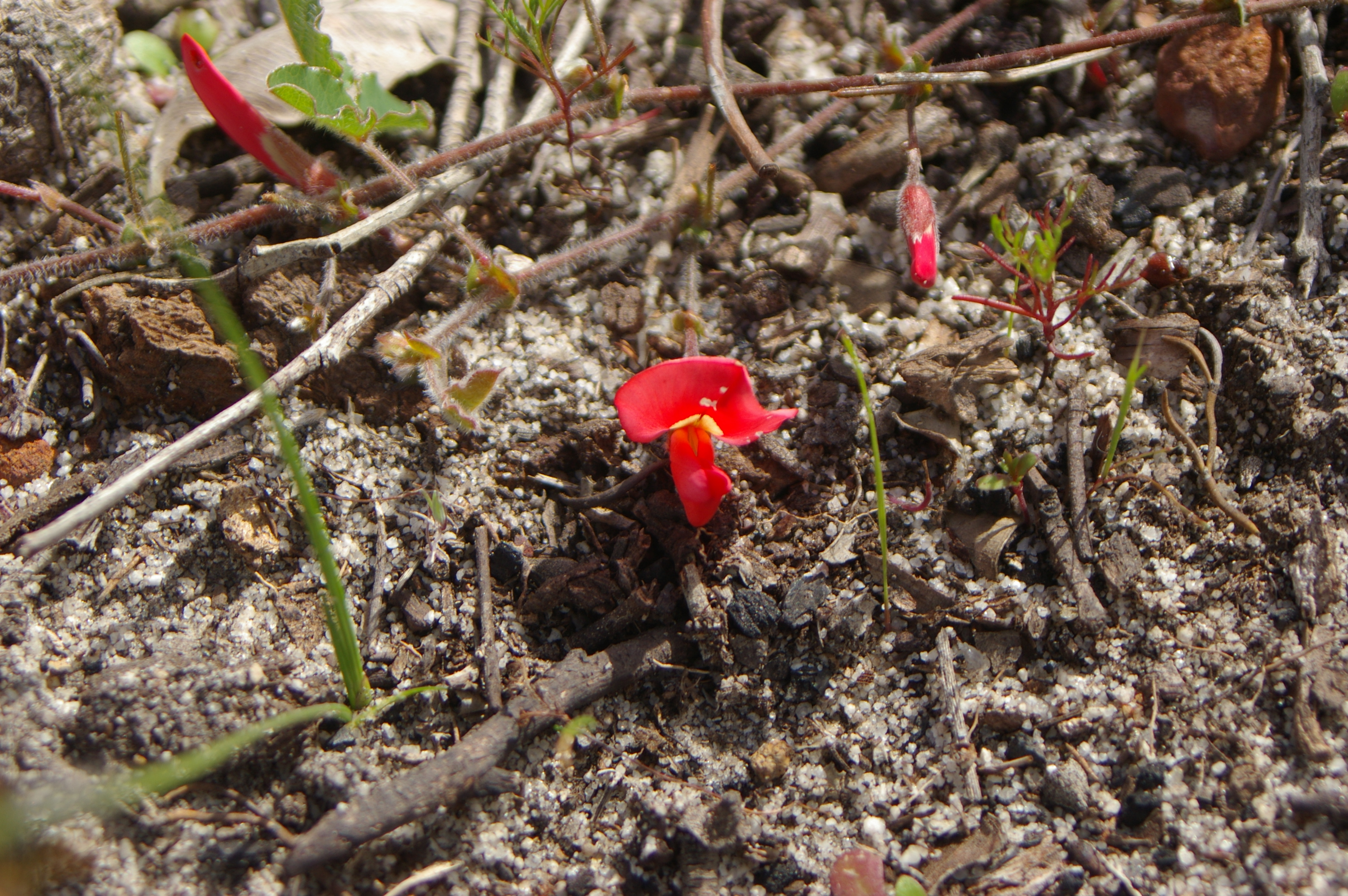